# Dehnepark

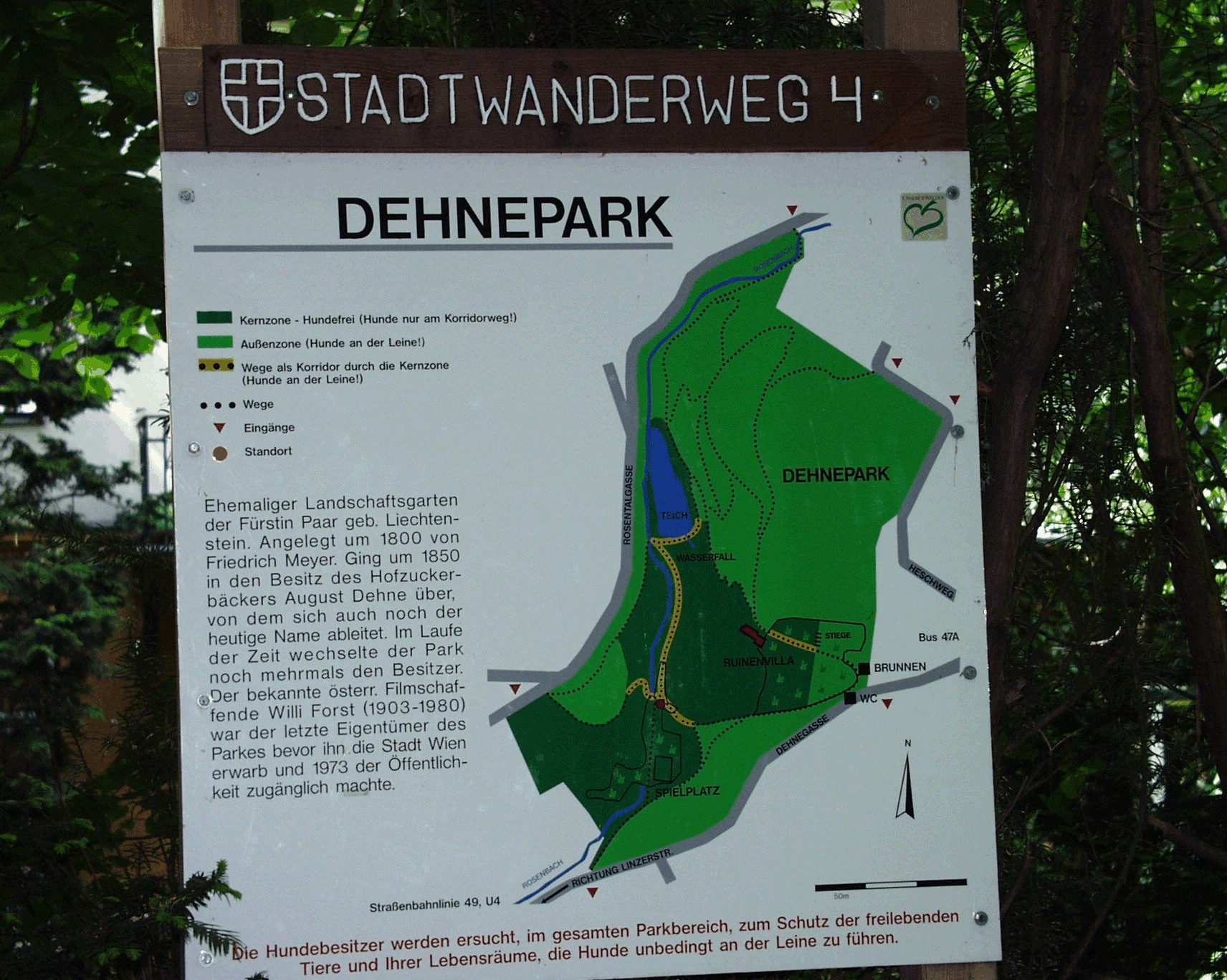
Plan des Dehnepark, Wien

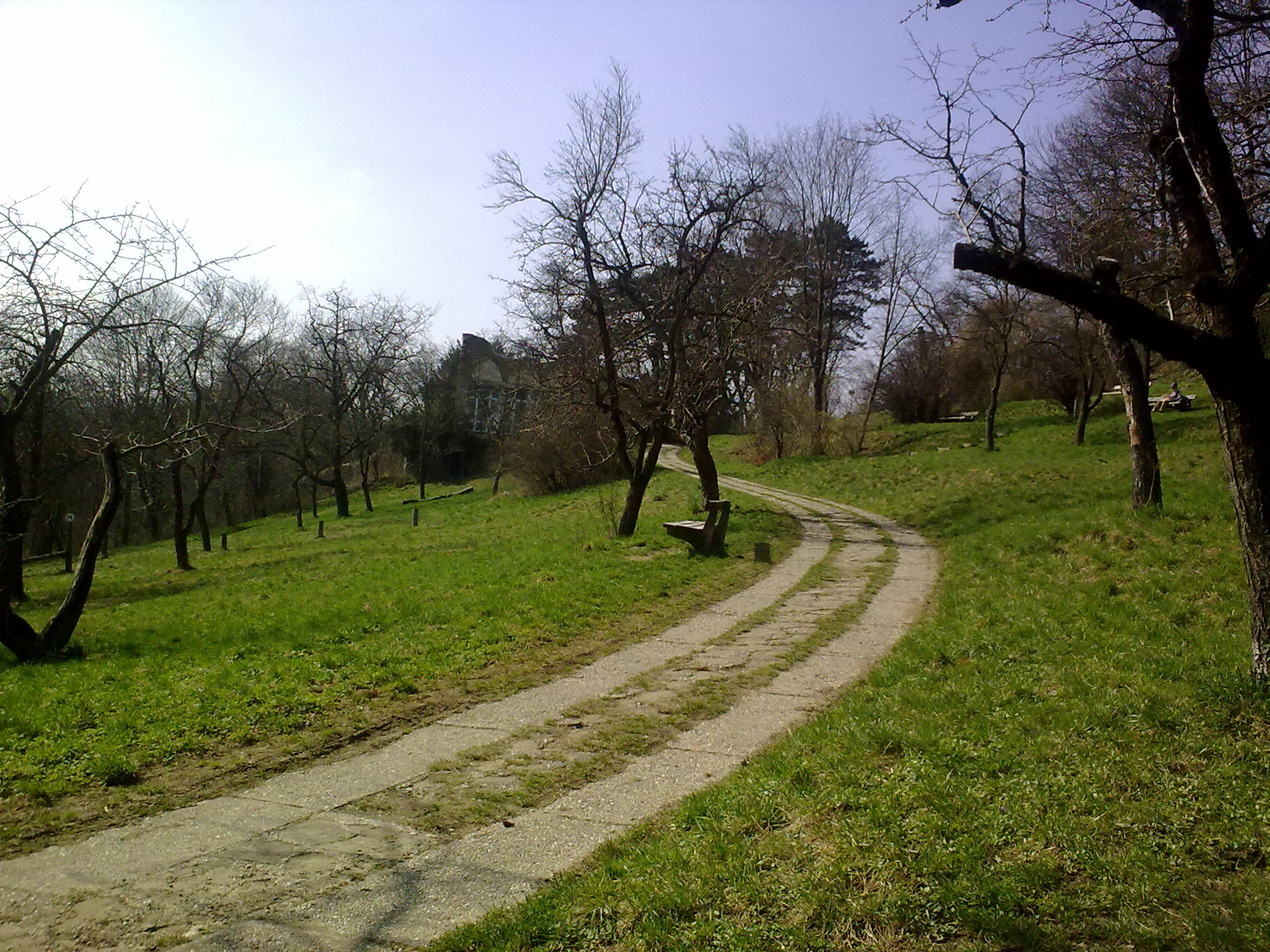
Dehnepark, im Hintergrund die Ruinenvilla

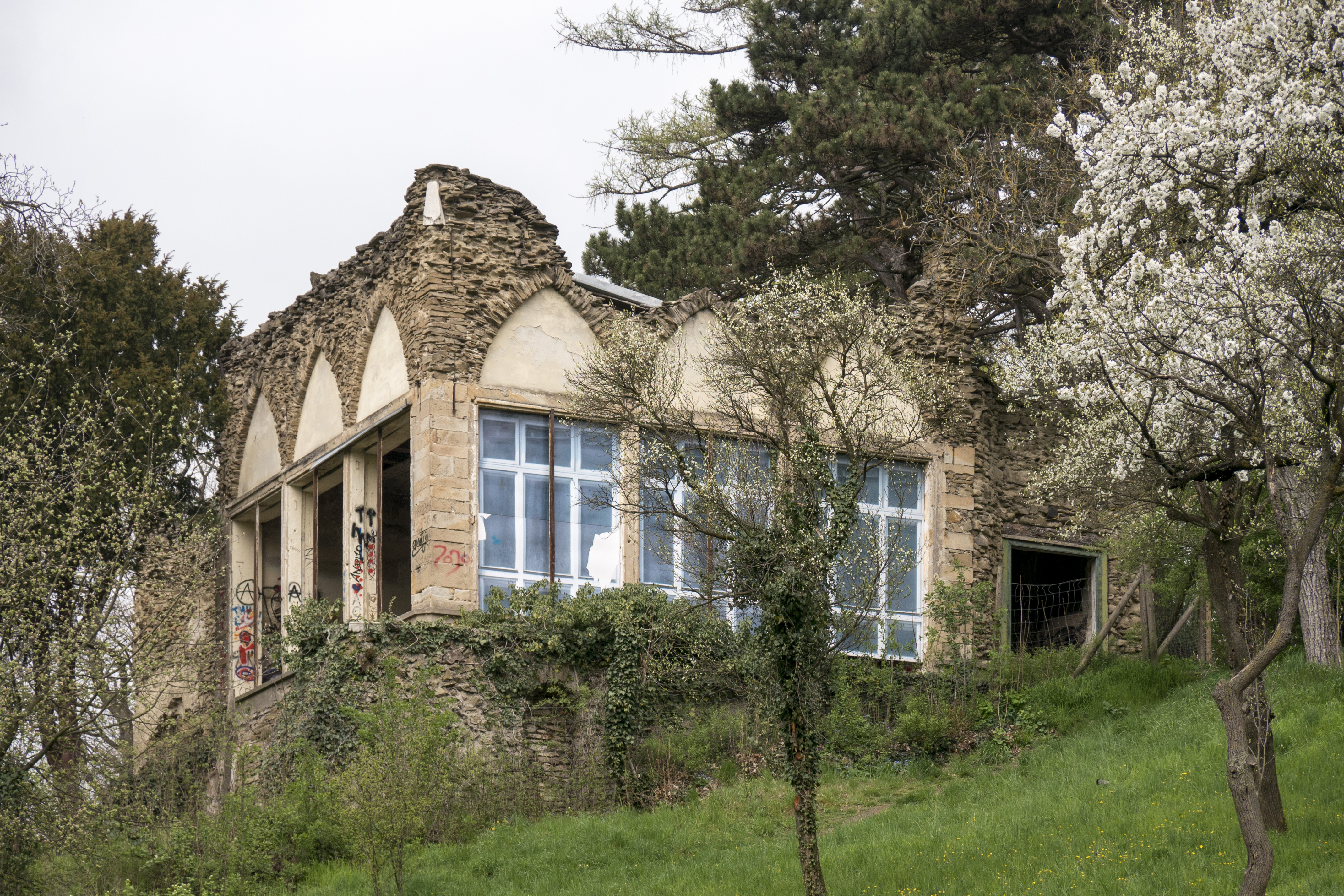
Die Ruinenvilla

Der Dehnepark ist eine naturparkartige Parkanlage im 14. Wiener Gemeindebezirk Penzing mit einer Fläche von rund 50.000 m². Der Park ist ein Teil des Wienerwalds und gilt aufgrund seines Altbaumbestandes und seines Lebensraumes als einzigartig. Er liegt im Rosental am Osthang des Hausberges von Hütteldorf, dem Satzberg, und auf der Gegenseite an den Hängen der Steinhofgründe.
Das Tal wird vom Rosenbach durchzogen, wo jedes Jahr im Frühling eine Krötenwanderung stattfindet. Das Zentrum des Dehneparks bilden der künstlich aufgestaute Dehneteich und die darunter liegende große Wiese, die durch rezente Einwölbung des Rosenbaches vergrößert wurde. Der Teich ist ein wichtiger Lebensraum für die hier heimisch gewordene Rotwangen-Schmuckschildkröte. Von großer ökologischer Bedeutung ist ebenfalls der Rosenbach, der hier, wenn auch derzeit teilweise verbaut, an manchen Stellen sumpfartige Lebensräume schafft.

## Geschichte

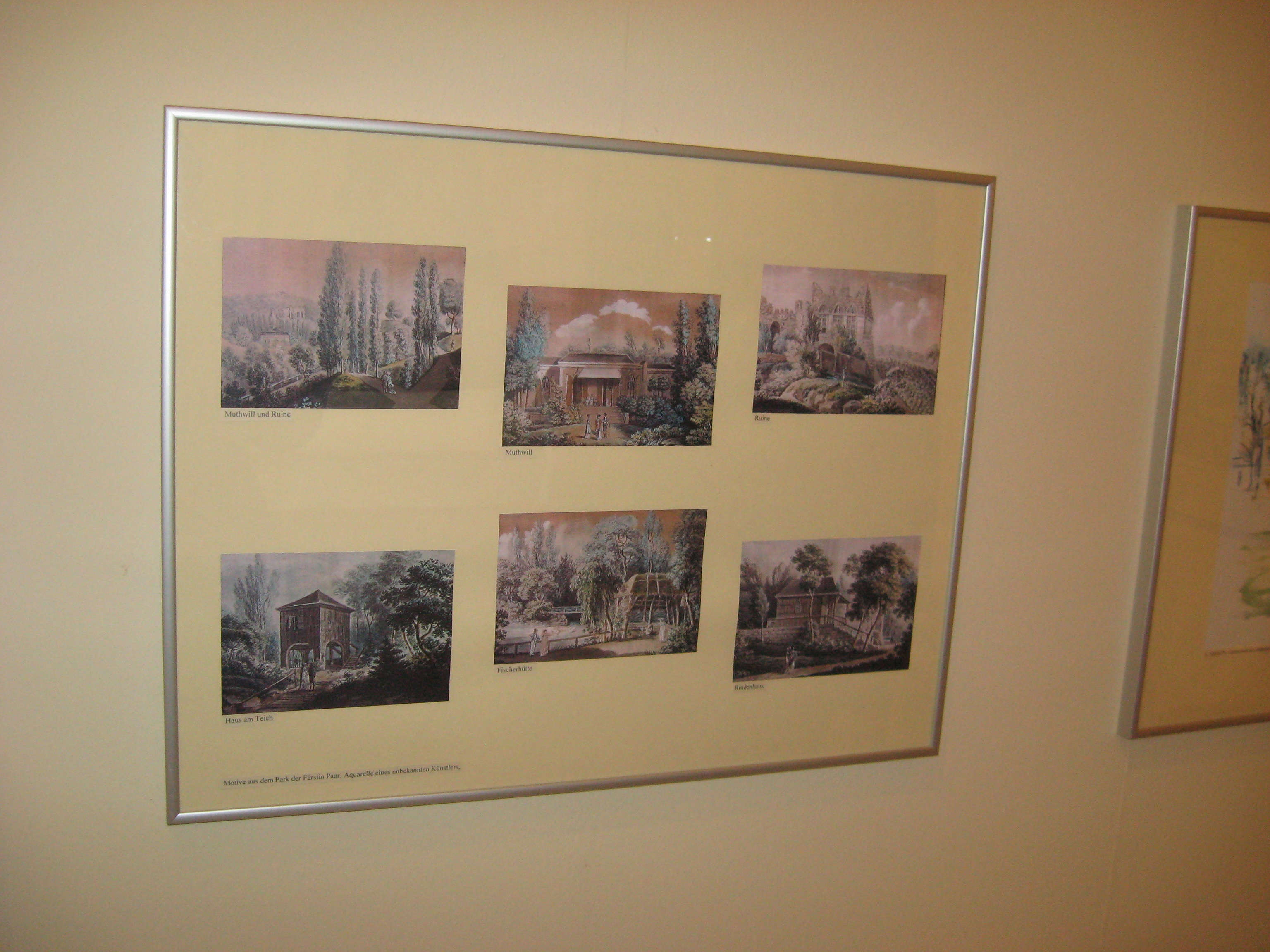
Der biedermeierliche Garten enthielt verschiedene Bauten und Staffagen, die später weitgehend entfernt wurden - Schautafel im Bezirksmuseum Penzing

Der Dehnepark wurde ursprünglich als Landschaftsgarten für die Fürstin Maria Antoine Paar (geb. Liechtenstein) errichtet. Er wurde in den Jahren 1791 bis 1804 von Friedrich Mayern entworfen. Er wurde ursprünglich im Stil eines englischen Landschaftsgartens errichtet. Durch verschiedene Bauten – wie Tempelchen, Pavillons, Grotten – und Gebäude bekam der Park ein biedermeierlich romantisches Gepräge. Diese Elemente der Gartengestaltung verschwanden allerdings  im 19. und 20. Jahrhundert zum Großteil wieder, bis auf die neugotische Ruinenvilla aus dem späten 18. Jahrhundert.
Seinen Namen bekam der Park von dem Zuckerbäcker August Dehne. Dieser verdiente im 19. Jahrhundert mit seiner Konditorei am Michaelerplatz (später Konditorei Demel am Kohlmarkt) sehr gut, so dass er den Ertrag in das große, bewaldete Grundstück bei Hütteldorf investierte. Jahrzehnte später kaufte der Wiener Filmregisseur Willi Forst dieses Gelände und errichtete dort eine Villa. Nach dem Zweiten Weltkrieg zeigte die Gemeinde Wien Interesse am langsam verwildernden Park, erwarb diesen 1969 käuflich von Forst und machte ihn ab 1973 der Öffentlichkeit zugänglich. Seither steht der Dehnepark in der Verwaltung und Betreuung des Forstamts der Stadt Wien (Magistratsabteilung 49).

## Einstige Gartenstaffagen im Paarschen Garten, heute Dehnepark

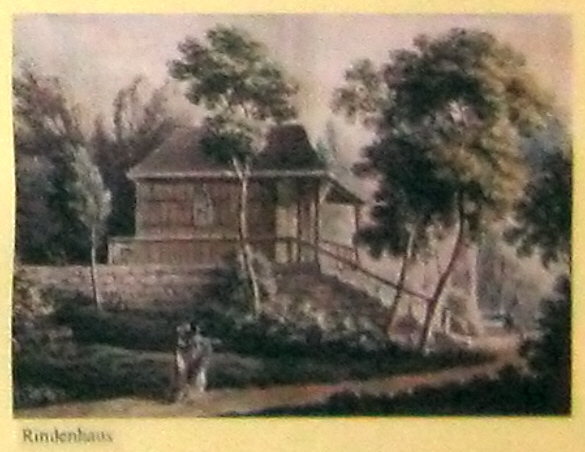
Ehemaliges Rindenhaus
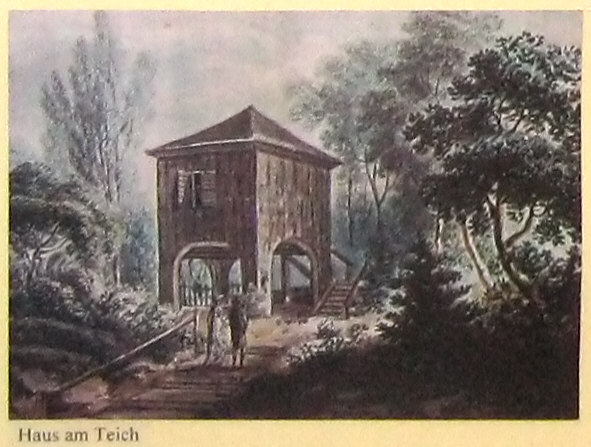
Ehemaliges Haus am Teich
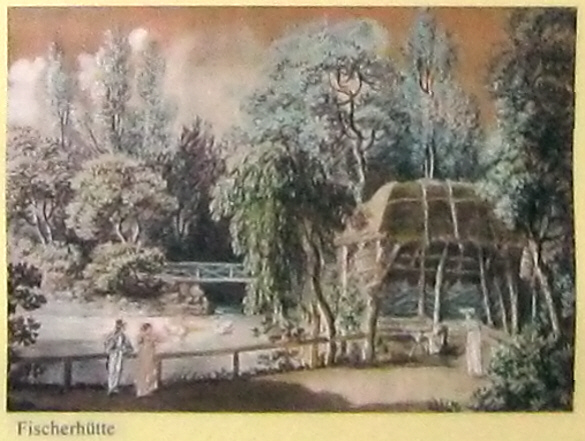
Ehemalige Fischerhütte
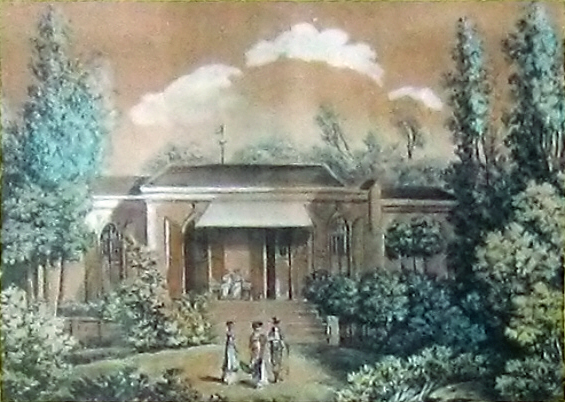
Ehemaliges Haus Muthwill

Koordinaten: 48° 12′ 24,7″ N, 16° 16′ 0,6″ O